# Хафизабад
Хафизабад (англ. Hafizabad) — город в провинции Пенджаб, Пакистан, расположен в одноимённом округе. Население — 169 702 чел. (на 2010 год).

## Демография
| 1961   | 1972   | 1981   | 1998    | 2010    |
| ------ | ------ | ------ | ------- | ------- |
| 34 576 | 61 597 | 83 464 | 130 216 | 169 702 |